# ギトラン
ギトラン（Gitlaan）は、カナダ・ブリティッシュコロンビア州のツィムシアン・ネイションの14部族のうちのひとつであり、また、もともとはスキーナ川下流域におり、現在はラッカラームス（別名、ポートシンプソン）に居住して「ツィムシアン9部族連合」を形成している9部族のひとつでもある。ギトランの名は、逐語的には、"カヌーの船尾の人びと"を意味する。これらの人びとの伝統的なテリトリーには、スキーナ川の支流であるズィマコード川の流域が含まれる。その堤防の地域には遠くから人びとが集まったため、部族名のカヌーの船尾の人びとはそこから来ている。（ズィマコード川の流域はツィムシアン族のキッツムケイラム部族によっても権利が主張されている。）  現在のラッカラームスにハドソン湾会社のフォート（フォートシンプソン→ポートシンプソン）が建設された1834年以来、ギトラン部族はラッカラームスに拠点を移した。
1887年に、ギトラン部族の大多数が、ラッカラームスやメトラカトラから、アラスカにおける新たなコミュニティの創設にあたって、英国国教会の在地の宣教師であったウィリアム・ダンカンとともに移動した。しかし、少数のギトラン部族の片割れはブリティッシュコロンビアに残った。
こうした空位期間があったものの、ニスラガヌース（Niisłaganuus）のイエのメンバーのうちでラッカラームスに残った者のうちから、伝統的にギトラン部族のチーフの後継者を輩出してきた王の家系にあたり、親戚関係にあったラッキブー（オオカミ・クラン）のイエ集団（母系の拡大家族）出身であったニスガ族の一家族が、ギトラン部族の新たな王のイエとなるべく、ラッカラームスに移動した。（したがって、これが起こったのは1887年から1913年のあいだのいつかということになる。）この母系の家系には、ギスパクローツ部族のイエのチーフの息子たちやハドソン湾会社で仕事をしていたアーサー・ウェリントン・クラーが含まれるか、結局含まれることになり、1913年のその死までギトラン部族のチーフとしてGwisk'aaynの名前をもちいたアルバート・ウェリントンもまたそこに含まれる。ウェリントンの女きょうだいの息子であるウィリアム・ベイノンは、後に高名な民族学者となる人物であるが、彼がヴィクトリアからラッカラームスにそのとき居を移したのは、カナダ市民として「公民権を与えられて」いた （そして、それゆえ、法的な観点からいえば、彼はもはや「インディアン」ではない）という事実にもとづいた、当初の反発はあったものの、母系相続というツィムシアン族のルールにしたがって、ウェリントンの葬儀の儀礼を取りしきり、Gwisk'aaynという称号をもらいうけ、それとともにギトラン部族のチーフを継ぐためであった。ベイノンは1958年のその死まで、ギトラン部族のチーフであった。
「ニスラガヌース」という名前はこのとき以来、その使用が復活している。その名前をもっていたのは、ヘンリー・ヘリンであり、その後には、ヘンリーの息子であるバリー・ヘリン（作家カルヴィン・ヘリンの父）がその名を持っている。
1935年に、ウィリアム・ベイノンは、ラッカラームスのギトラン部族の人びとは4人のギスプドワダ（オルカ・クラン）、8人のガナーダ（ワタリガラス・クラン）そして9人のラッキブー（オオカミ・クラン）がおり、それぞれのクランを1人のハウスチーフが代表しているという記録を残している。

## ギトラン部族の著名人
- ウィリアム・ベイノン（William Beynon）：世襲制のチーフ、民族誌学者
- オディール・モリソン（Odille Morison）：言語学者、工芸品コレクター

## 関連文献
- Anderson, Margaret, and Marjorie Halpin (2000) "Introduction" to Potlatch at Gitsegukla: William Beynon's 1945 Field Notebooks, ed. by Margaret Anderson and Marjorie Halpin, pp. 3-52.  Vancouver: UBC Press.

- Beynon, William (1941) "The Tsimshians of Metlakatla, Alaska." American Anthropologist (new series), vol. 43, pp. 83-88

- Garfield, Viola E. (1939) "Tsimshian Clan and Society."  University of Washington Publications in Anthropology, vol. 7, no. 3, pp. 167-340.

- Halpin, Marjorie M. (1978) "William Beynon, Ethnographer, Tsimshian, 1888-1958."  In American Indian Intellectuals: 1976 Proceedings of the American Ethnological Society, ed. by Margot Liberty, pp. 140-156.  St. Paul: West Publishing Company.

- Helin, Calvin (2006) Dances with Dependency: Indigenous Success through Self-Reliance.  Vancouver: Orca Spirit Publishing and Communications.

- McDonald, James A. (1983) "An Historic Event in the Political Economy of the Tsimshian: Information on the Ownership of the Zimacord District."  B.C. Studies, no. 57, pp. 24-37.